# Janko Prunk

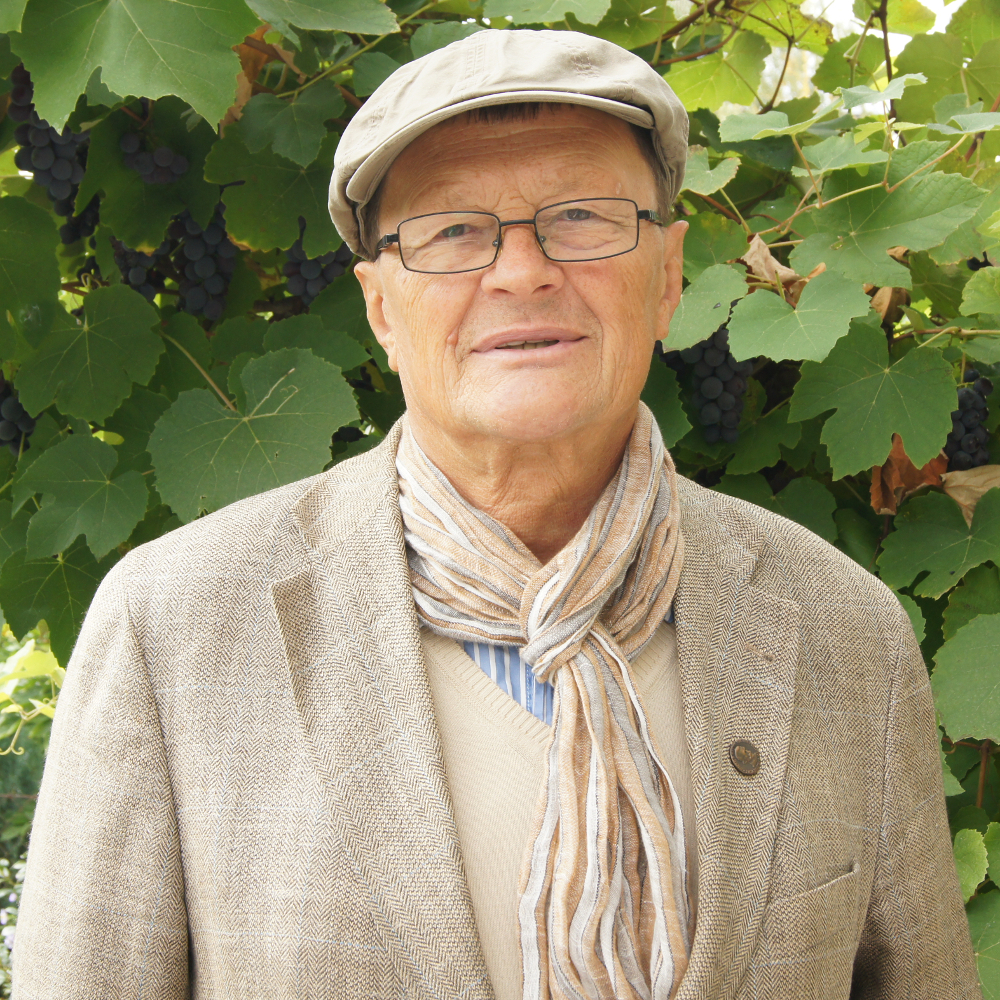
Janko Prunk (2015)

Janko Prunk (audioⓘ) (Loka pri Zidanem Mostu, 30 december 1942) is een Sloveens historicus en politicus.

## Biografie

### Wetenschap
Prunk is geboren in Loka pri Zidanem Mostu, een kleine nederzetting nabij de stad Sevnica in Centraal Slovenië, in wat toen door de Duitsers bezet gebied was.
Hij behaalde zijn doctoraal examen aan de Universiteit van Ljubljana in 1972 en promoveerde er in 1976 op de relatie tussen de Sloveense Christelijk-Socialistische Partij en de Communistische partij van Slovenië binnen het Liberaal Front van het Sloveense volk, toen een controversieel onderwerp.
In 1974 en 1988 kon hij door een studiebeurs van de Alexander von Humboldt Foundation zijn studie voortzetten in Keulen en Freiburg im Breisgau. Later werd hij onderzoeker aan de Universiteit van Freiburg. Heden is hij hoogleraar aan de Faculteit voor sociale wetenschap aan de universiteit van Ljubljana. Ook is hij lid van het Instituut van Europese geschiedenis in Mainz en het Centrum voor Europese Integratie in Bonn.
Hij schreef een analyse van de politieke en sociale ontwikkeling in Slovenië, alsook de geschiedenis van de Sloveense politieke partijen vanaf het einde van de 19e eeuw tot aan de Tweede Wereldoorlog, in het bijzonder het christensocialisme en het Sloveense nationale vraagstuk.

### Politiek
Prunk is ook politiek actief. Als vroeg bewonderaar van Jože Pučnik sloot hij zich aan bij de Sloveense Sociale Democratische Unie na de democratisering van Slovenië. Hij was ook actief lid van de Sloveense Democratische Partij en voorzitter van het Intern Comité van Opvoedingspolitiek van de partij tot aan 2008, toen hij opstapte vanwege een geschil van mening over de privatisering van universiteiten. Hij had kritiek op de toenmalige eerste minister Janez Janša, die hij beschuldigde van "liberalisme met een autoritaire instelling".
Van 1992 tot 1993 was hij minister zonder portefeuille voor Slovenen in het buitenland en etnische minderheden in Slovenië in het centrumlinkse bestuur van Janez Drnovšek. In 2005 stelde minister van Buitenlandse Zaken Dimitrij Rupel hem aan als voorzitter van de Sloveens-Kroatische historische commissie, gevormd door de regering van beide landen om de historie van de relaties tussen de landen te onderzoeken.

## Publicaties (selectie)
- A brief history of Slovenia. Historical background of the republic of Slovenia. Založba Grad, Ljubljana, 1996. ISBN 961-9011929.
  - 2de herziene druk, 2000. ISBN 961-9011961.
  - 3de vernieuwde druk, 2008. ISBN 978-9619244807
- Die rationalistische Zivilisation. Zentrum für Europäische Integrationsforschung, Bonn, 2003. ISBN 3-936183260